# Josephine Zürcher
Josephine Theresia Zürcher (* 1. Oktober 1866 in Zürich; † 10. Juli 1932 in Stuttgart) war eine schweizerisch-deutsche Ärztin. Sie war eine der ersten Ärztinnen, die im Osmanischen Reich praktizierten, darunter in Aleppo, Kahramanmaraş, Antakya und Haifa.

## Jugend und Ausbildung
Josephine Zürcher wurde am 1. Oktober 1866 in Zürich als viertes Kind des Oberpedells der Eidgenössischen Technischen Hochschule Zürich Karl Joseph Eduard Zürcher (1824–1876) und Anna-Barbara Hirt († 1904) geboren. Ihre Eltern unterhielten eine enge Bekanntschaft mit Gottfried Keller, der ihrer Taufe beiwohnte. Nachdem ihr Vater 1874 erkrankte, riet ein Mediziner der Familie, aufs Land zu ziehen. Daraufhin kaufte die Familie ein kleines Bauerngut in Urdorf. Ihr Vater wurde dort Gänsezüchter, und ihre Mutter betreute in den Sommermonaten Ferienkinder. Josephines Vater konnte sich nie vollständig von seiner Krankheit erholen und starb bereits 1876. Da die Witwe als Frau kein Familienoberhaupt sein konnte, kamen Josephine und ihr Bruder, der spätere Architekt und Direktor der deutschen Kunstakademie in Rom, Max Zürcher, als Halbwaisen in die Obhut eines Erziehungsberechtigten, der sie in ein Waisenhaus gab.
Im Waisenhaus schloss Josephine Zürcher die Schule im Alter von fünfzehn Jahren ab. Nach einigen Diskussionen mit ihrer Mutter und der Waisenhausleitung wurde ihr erlaubt, die Berufsschule zu besuchen. Im Jahre 1886 begann sie ihr Medizinstudium an der Universität Zürich und wurde 1891 die fünfte Frau, die sich für ein Staatsexamen zur Ärztin anmeldete. Trotz Arbeitserlaubnis als Ärztin in der Schweiz wurden ihre Bewerbungen an den Kliniken abgelehnt. Daraufhin ging sie nach Davos, wo sie den Militärdienst absolvierte. Von Dezember 1891 bis April 1894 vertrat sie eine Ärztin in deren Praxis in Bern. Danach konzentrierte sie sich wieder auf ihr Medizinstudium und promovierte 1895 mit einer Arbeit über Jeanne d’Arc aus psychologischer und psychopathologischer Sicht zur Doktorin der Medizin. Ihr Doktorvater war der Schweizer Psychiater Auguste Forel, der ihr das Thema dieser Dissertation vorgeschlagen hatte.

## Berufstätigkeit
Nach ihrer Promotion ging Josephine Zürcher nach Dresden Weißer Hirsch, wo sie eine Zeitlang in der Gynäkologischen Abteilung des Lahmann-Sanatoriums beschäftigt wurde. Dort kam sie mit Johannes Lepsius (1858–1926) in Kontakt, der ihr die Gründung einer Klinik für Armenier vorschlug. Nach einigen Verhandlungen durfte sie als Ärztin ins Osmanische Reich einreisen, jedoch nur unter den Bedingungen, dass sie sich männlich kleidete und sich nicht in einer ausschließlich weiblichen Umgebung aufhielte, nachdem sie Aleppo auf ihrem Weg nach Şanlıurfa passiert hatte. Im Mai 1897 verließ sie die Schweiz und reiste mit dem Österreichischen Lloyd von Triest nach Beirut. Ab Sandschak Alexandrette reiste sie mit einer Karawane weiter und übernachtete unterwegs in kurdischen Dörfern, wo sie den Häuptling Ibrahim Pascha Milli (1843–1908) medizinisch behandelte. Am 3. Juli 1897 in Şanlıurfa angekommen, gründete sie eine Klinik für die Armenische Wohltätigkeitsorganisation (später Deutsche Orientalische Mission) mit chirurgischer und ophthalmologischer Abteilung, in der sie der Armenier Abraham Attarian unterstützte. In der Regel blieben die Behandlungen kostenlos, mit vermögenden Patienten handelte sie aber eine gerechte Vergütung aus. Ihren Aufenthalt in Şanlıurfa musste sie abbrechen, nachdem osmanische Behörden ihr verboten haben, ihre Arbeit als Ärztin dort fortzusetzen. Im März 1898 erhielt Zürcher die Erlaubnis, als Ärztin im Vilâyet Aleppo zu praktizieren, woraufhin sie und ihr Mann sich in Aleppo niederließen und in Antakya eine Praxis gründeten. Sie war die einzige europäische Medizinerin in der Region, was ihr sowohl in der dortigen Bevölkerung als auch in europäischen Kreisen hohes Ansehen einbrachte.
In den Jahren 1904 und 1905 war sie Vertretungsärztin im Deutschen Missionskrankenhaus in Kahramanmaraş. Als ihrem Mann Heinrich eine Stelle als Buchhalter bei der Deutschen Bank von Palästina angeboten wurde, erklärte Josephine Fallscheer-Zürcher sich bereit, ihn nach Haifa, die Stadt seiner Jugend, zu begleiten. Die Entscheidung war nicht einfach, da die Arbeit als Ärztin ihre Leidenschaft war und die Anstellung von Heinrich bedeuten würde, dass sie ihre Arbeit in Antakya aufgeben müsste. Die Anstellung Heinrichs würde der Familie ein kalkulierbares Einkommen verschaffen, weshalb sie letztlich dem Umzug nach Haifa zustimmte.
In Haifa war sie als Ärztin für die umliegenden Dörfer und die dortige Bahai-Gemeinde tätig. Im Jahre 1912 zog sie mit ihrem Mann nach Nablus und eröffnete dort eine private Arztpraxis. Im Oktober 1915 musste ihr Mann wegen des Ausbruchs des Ersten Weltkriegs die örtliche Filiale der Deutschen Bank von Palästina in Nablus liquidieren. Im Anschluss ließ sich die Familie in Jerusalem nieder, wo Josephine die Schließung des deutschen Krankenhauses verhinderte, da sie im Gegensatz zum amtierenden Chefarzt im Besitz einer Genehmigung der osmanischen Behörden war, als Sanitäterin in den syrischen Provinzen zu praktizieren. Als ihr Mann Heinrich eingezogen wurde, entschloss sie sich 1917, nach Deutschland zurückzukehren, wo sie als Ärztin in Stuttgart arbeitete. Zwischen 1922 und 1930 kehrte sie noch einmal in den Nahen Osten zurück, bevor sie sich für die letzten zwei Jahre ihres Lebens in Stuttgart niederließ.

## Familienleben und Tod
Josephine Theresia Zürcher heiratete 1899 Heinrich Samuel Fallscheer (* 1871) auf dem Deutschen Konsulat in Aleppo und wurde dadurch deutsche Staatsbürgerin. Er entstammte einer deutschen Familie in Jerusalem mit Schweizer Wurzeln. Im September 1901 gebar Josephine eine Tochter.
Josephine Fallscheer-Zürcher starb am 10. Juli 1932 im Alter von 65 Jahren in Stuttgart.